# Dejan Dabović
Dejan Dabović (serbisch-kyrillisch Дејан Дабовић; * 3. August 1944 in Herceg Novi; † 6. Dezember 2020 in Belgrad, Serbien) war ein jugoslawischer Wasserballspieler.
Der 1,90 m große Dejan Dabović spielte für VK Partizan Belgrad und war mit dem Verein mehrfacher jugoslawischer Meister. Bei den Olympischen Spielen 1968 gehörte er zur jugoslawischen Mannschaft, die mit einem 13:11-Sieg über die Sowjetunion die olympische Goldmedaille gewann. Seinen einzigen Treffer während des Turniers hatte Dabovic beim Vorrundenspiel gegen Griechenland erzielt.
1971 gewann Dejan Dabović den Titel bei den Mittelmeerspielen in Izmir. Vier Jahre später belegten die Jugoslawen in Algier den zweiten Platz hinter den Italienern. 1976 nahm Dabović an den Olympischen Spielen in Montreal teil und belegte mit der jugoslawischen Mannschaft den fünften Platz. Insgesamt erzielte er in 110 Länderspielen für Jugoslawien 53 Tore.